# Gabriel Schenström
Gabriel Schenström var en svensk kyrkomålare.
Schenström var verksam i mitten av 1700-talet som kyrko- och dekorationsmålare. Bland annat målade och förgyllde han predikstolen samt utförde övrig invändig målning i Piteå landsförsamlings kyrka 1754.